# Gare de Hony
La gare de Hony est une gare ferroviaire de la ligne 43, de Liège (Angleur) à Marloie, située au village de Hony sur le territoire de la commune d'Esneux, en région wallonne dans la province de Liège.
C'est une halte ferroviaire de la Société nationale des chemins de fer belges (SNCB) desservie par des trains omnibus (L) et heure de pointe (P).

## Situation ferroviaire
Établie à 87 m d'altitude, la gare de Hony est située au point kilométrique (PK) 11,60 de la ligne 43, de Liège (Angleur) à Marloie, entre les gares de Méry et d'Esneux.

## Histoire

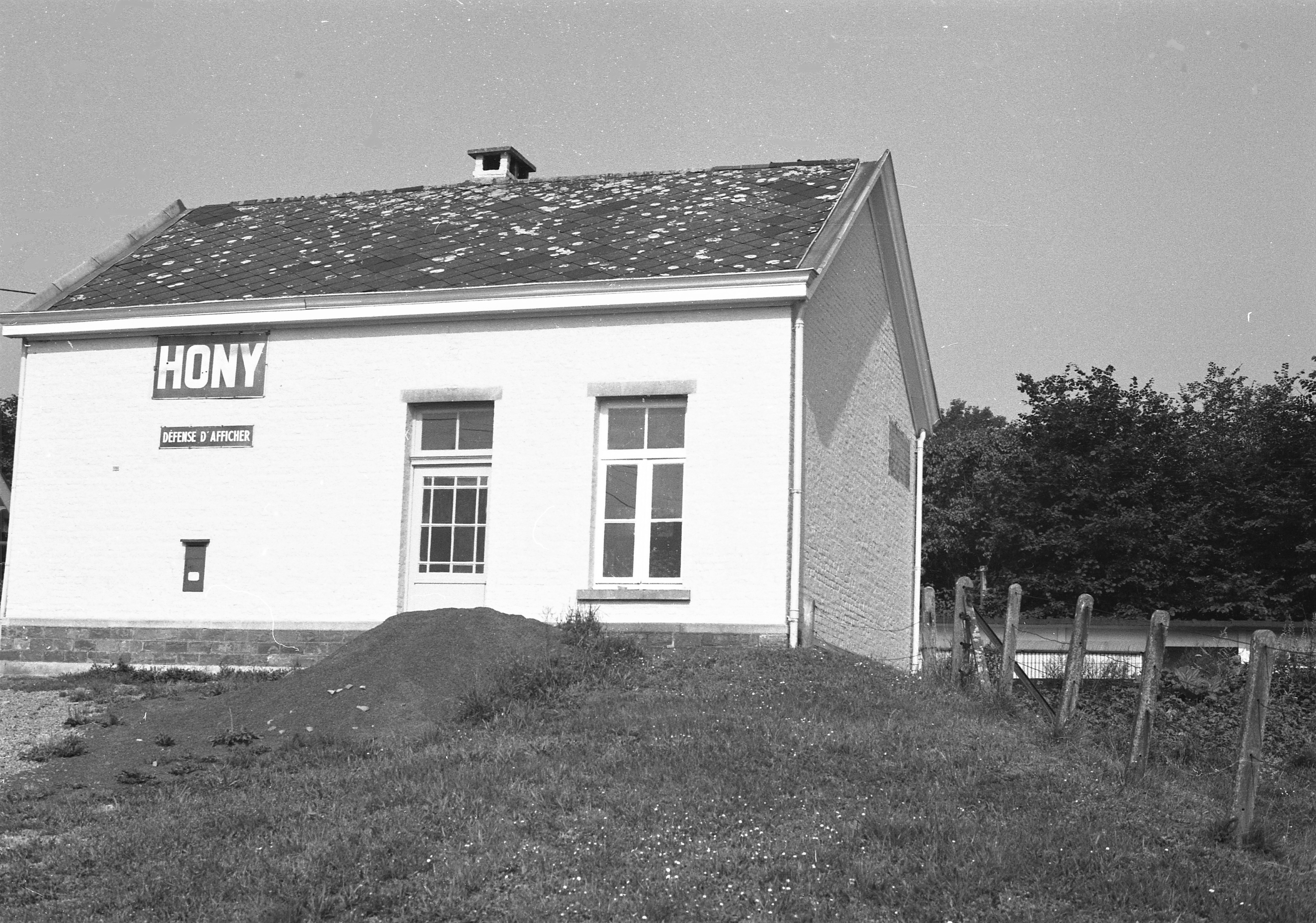
Le bâtiment de gare de Hony le 3 août 1977.

Le point d'arrêt de Hony, administré depuis la gare de Tilff, est mis en service le 7 janvier 1887 par l'Administration des chemins de fer de l'État belge comme nouvel arrêt pour les trains-tramways (omnibus). La vente de titres de transport est réalisée par le personnel du service voies et travaux.
Une photographie non datée montre une maison de garde-barrière bordant un passage à niveau désormais disparu et un bâtiment de halte sans étage apparenté au plan type 1893 et construit en 1897. Ces deux constructions ont disparu et un pont a remplacé le passage à niveau. Une deuxième maison de garde-barrière subsiste néanmoins de l'autre côté des voies.
Sa desserte est supprimée le temps de la Première Guerre mondiale. En 1982, la SNCB met Hony sur la liste des gares dont la desserte pourrait être supprimée mais l'arrêt échappe néanmoins à la fermeture lors du plan IC-IR de 1984.

## Service des voyageurs

### Accueil
Halte SNCB, c'est un point d'arrêt non géré (PANG) à accès libre. Avec deux quais et abris.

### Dessertes
Hony est desservie par des trains omnibus (L) et d'heure de pointe (P) de la SNCB.
En semaine, la desserte est constituée de trains L entre Liers et Marloie ou Rochefort-Jemelle.
Aux heures de pointe, s'ajoutent une paire de trains P entre Liège-Saint-Lambert et Rochefort-Jemelle, un train P entre Liège-Saint-Lambert et Marloie (le matin) et un train P entre Liège-Saint-Lambert et Bomal (vers midi).
Les week-ends et jours fériés, la desserte se résume aux trains L Liers - Marloie, qui circulent toutes les deux heures.
En été, un unique train touristique (ICT) circulant le matin entre Liers et Rochefort-Jemelle se rajoute aux trains L de cette relation durant les weekends.
Auparavant, la desserte comprenait aussi des trains Anciennes relations InterCity en Belgique (IC o) et InterRegion (IR m), les premiers ne marquent désormais plus le moindre arrêt entre la gare d'Angleur et la gare d'Esneux tandis que la seconde catégorie n'existe plus.

### Intermodalité
Un parking pour les véhicules y est aménagé.

## Comptage voyageurs
Le graphique et le tableau montrent le nombre de passagers qui en moyenne embarquent durant la semaine, le samedi et le dimanche.

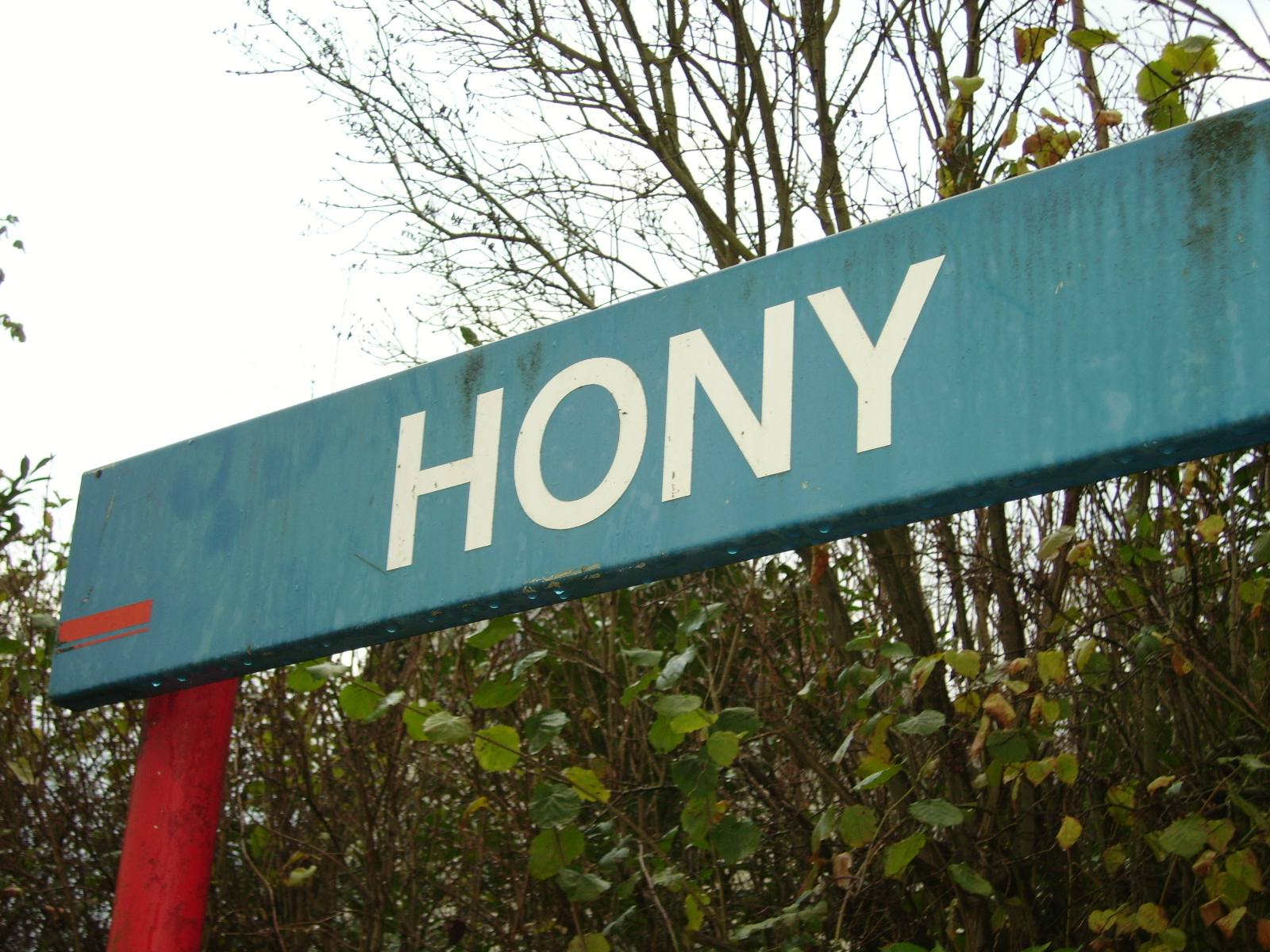
Plaque de la Gare de Hony

| Nombre de voyageurs qui embarquent à la gare de Hony | Nombre de voyageurs qui embarquent à la gare de Hony | Nombre de voyageurs qui embarquent à la gare de Hony | Nombre de voyageurs qui embarquent à la gare de Hony |
|                                                      | Semaine                                              | Samedi                                               | Dimanche                                             |
| ---------------------------------------------------- | ---------------------------------------------------- | ---------------------------------------------------- | ---------------------------------------------------- |
| 1977                                                 | 67                                                   | 31                                                   | 17                                                   |
| 1978                                                 | 75                                                   | 34                                                   | 17                                                   |
| 1979                                                 | 69                                                   | 36                                                   | 25                                                   |
| 1980                                                 | 74                                                   | 23                                                   | 23                                                   |
| 1981                                                 | 91                                                   | 32                                                   | 15                                                   |
| 1982                                                 | 84                                                   | 26                                                   | 16                                                   |
| 1983                                                 | 84                                                   | 27                                                   | 23                                                   |
| 1984                                                 | 93                                                   | 36                                                   | 19                                                   |
| 1985                                                 | 85                                                   | 27                                                   | 38                                                   |
| 1986                                                 | 85                                                   | 18                                                   | 27                                                   |
| 1987                                                 | 96                                                   | 28                                                   | 22                                                   |
| 1988                                                 | 76                                                   | 27                                                   | 23                                                   |
| 1989                                                 | 81                                                   | 33                                                   | 24                                                   |
| 1990                                                 | 66                                                   | 20                                                   | 19                                                   |
| 1991                                                 | 84                                                   | 19                                                   | 24                                                   |
| 1992                                                 | 75                                                   | 21                                                   | 16                                                   |
| 1993                                                 | 66                                                   | 25                                                   | 20                                                   |
| 1994                                                 | 72                                                   | 20                                                   | 25                                                   |
| 1995                                                 | 50                                                   | 16                                                   | 20                                                   |
| 1996                                                 | 131                                                  | 37                                                   | 29                                                   |
| 1997                                                 | 72                                                   | 18                                                   | 23                                                   |
| 1998                                                 | 55                                                   | 18                                                   | 17                                                   |
| 1999                                                 | 47                                                   | 17                                                   | 24                                                   |
| 2000                                                 | 60                                                   | 33                                                   | 50                                                   |
| 2001                                                 | 45                                                   | 9                                                    | 12                                                   |
| 2002                                                 | 43                                                   | 14                                                   | 46                                                   |
| 2003                                                 | 48                                                   | 16                                                   | 10                                                   |
| 2004                                                 | 42                                                   | 22                                                   | 18                                                   |
| 2005                                                 | 44                                                   | 16                                                   | 6                                                    |
| 2006                                                 | 52                                                   | 16                                                   | 15                                                   |
| 2007                                                 | 44                                                   | 13                                                   | 8                                                    |
| 2008                                                 | -                                                    | -                                                    | -                                                    |
| 2009                                                 | 41                                                   | 62                                                   | 16                                                   |
| 2010                                                 | -                                                    | -                                                    | -                                                    |
| 2011                                                 | -                                                    | -                                                    | -                                                    |
| 2012                                                 | 60                                                   | 17                                                   | 27                                                   |
| 2013                                                 | 79                                                   | 13                                                   | 13                                                   |
| 2014                                                 | 59                                                   | 24                                                   | 14                                                   |
| 2015                                                 | 47                                                   | 11                                                   | 11                                                   |
| 2016                                                 | 60                                                   | 21                                                   | 17                                                   |
| 2017                                                 | 49                                                   | 11                                                   | 11                                                   |
| 2018                                                 | 65                                                   | 11                                                   | 9                                                    |
| 2019                                                 | 36                                                   | 19                                                   | 18                                                   |
| 2020                                                 | 38                                                   | 18                                                   | 16                                                   |
| 2021                                                 | -                                                    | -                                                    | -                                                    |
| 2022                                                 | 99                                                   | 29                                                   | 26                                                   |
| 2023                                                 | 103                                                  | 27                                                   | 37                                                   |
| 2024                                                 | 156                                                  | 61                                                   | 54                                                   |